# Gaviapas
De Gaviapas (Italiaans Passo di Gavia) is een bergpas in de Italiaanse Alpen, in de regio Lombardije.
Het is een van de hoger gelegen paswegen van Europa. De weg voert dwars door het ongerepte Nationaal Park Stelvio. De weg is aangelegd in de Eerste Wereldoorlog voor de bevoorrading van Italiaanse soldaten die vochten in het Italiaans-Oostenrijks grensgebied. De pashoogte behoort tot de mooiste van de Alpen. Hier ligt het grote Lago Bianco met, naar het noorden, de berg San Matteo (3684 meter). Het Lago Nero ligt iets lager aan de zuidzijde van de pas. Hier bepaalt de berggroep van de Adamello het uitzicht. In het gebied zijn vele goed gemarkeerde wandelingen uitgezet. Gedurende de winter is de pas afgesloten vanwege de enorme sneeuwval. De pas is tot in mei en juni nog vaak afgesloten vanwege de grote hoeveelheid sneeuw.

## Ronde van Italië
In de Ronde van Italië van 1988 ondervonden de wielrenners op de Gaviapas de barre weersomstandigheden aan den lijve. Op 5 juni van dat jaar sneeuwde het flink, waardoor de renners wit bovenkwamen in onmenselijke temperaturen rond het vriespunt.
De Nederlander Johan van der Velde bereikte in korte broek en shirt met korte mouwen als eerste de top van deze bergpas. De foto's van die legendarische etappe zijn te vinden in de berghut boven op de pas.
| Jaar | Etappe | Datum  | Eerste over de top         |
| ---- | ------ | ------ | -------------------------- |
| 1960 | 20e    | 8 juni | Charly Gaul                |
| 1988 | 14e    | 5 juni | Johan van der Velde        |
| 1996 | 21e    | 8 juni | Hernán Buenahora           |
| 1999 | 21e    | 5 juni | Chepe González             |
| 2004 | 18e    | 28 mei | Vladimir Miholjević        |
| 2006 | 20e    | 27 mei | Juan Manuel Gárate         |
| 2008 | 20e    | 31 mei | Julio Alberto Pérez Cuapio |
| 2010 | 20e    | 29 mei | Johann Tschopp             |
| 2014 | 16e    | 27 mei | Robinson Chalapud          |

In juli 2019 zou de Gaviapas voor het eerst beklommen worden door vrouwen in de Giro Rosa. Het zou tevens de eerste keer zijn dat een wedstrijd finisht boven op de top. De beklimming werd echter geschrapt vanwege lawinegevaar, net als twee maanden eerder in de Giro voor mannen.
Het weggedeelte tussen Ponte di Legno en de pashoogte is erg smal, vaak niet breder dan drie meter. Inhalen is op het traject haast onmogelijk, hiervoor zijn uitwijkplaatsen aangelegd. Diep onder in het dal stroomt de rivier de Frigidolfo. Langs de diepe afgronden is op de meeste plaatsen een vangrail aanwezig, maar op sommige plaatsen ontbreekt deze. Daar begint naast de weg direct de afgrond van ruim 500 meter diep. Dit maakt deze weg een van de gevaarlijkste bergpassen. De zijde van Santa Caterina Valfurva is iets breder en minder lang.

## Afbeeldingen

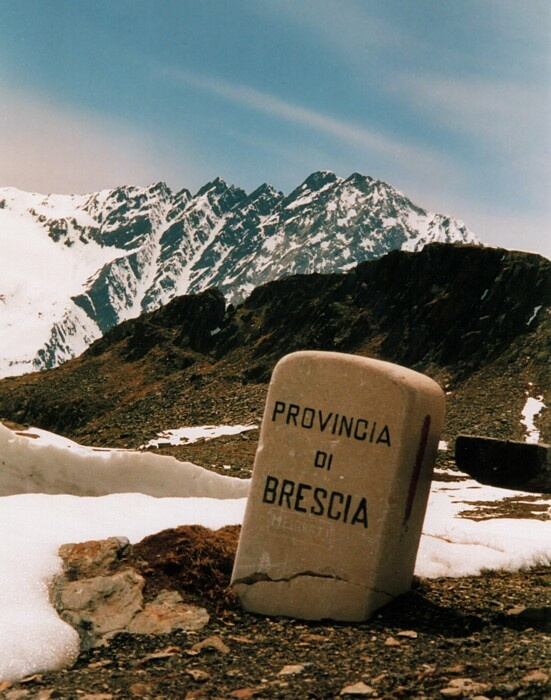
Gavia pashoogte
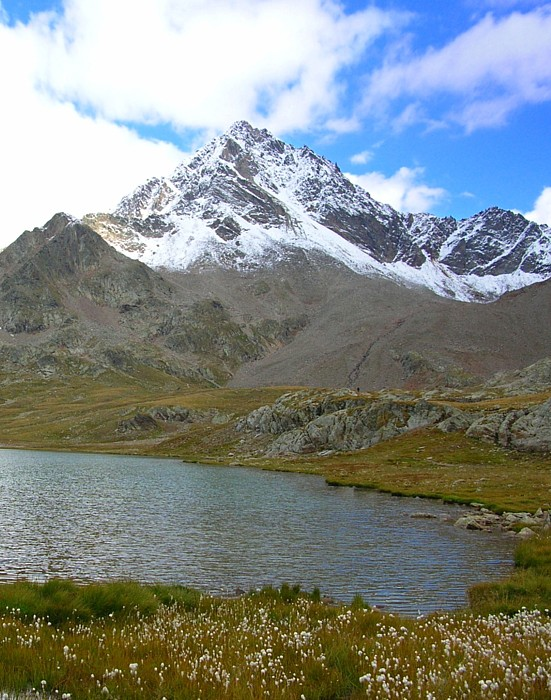
Lago Bianco
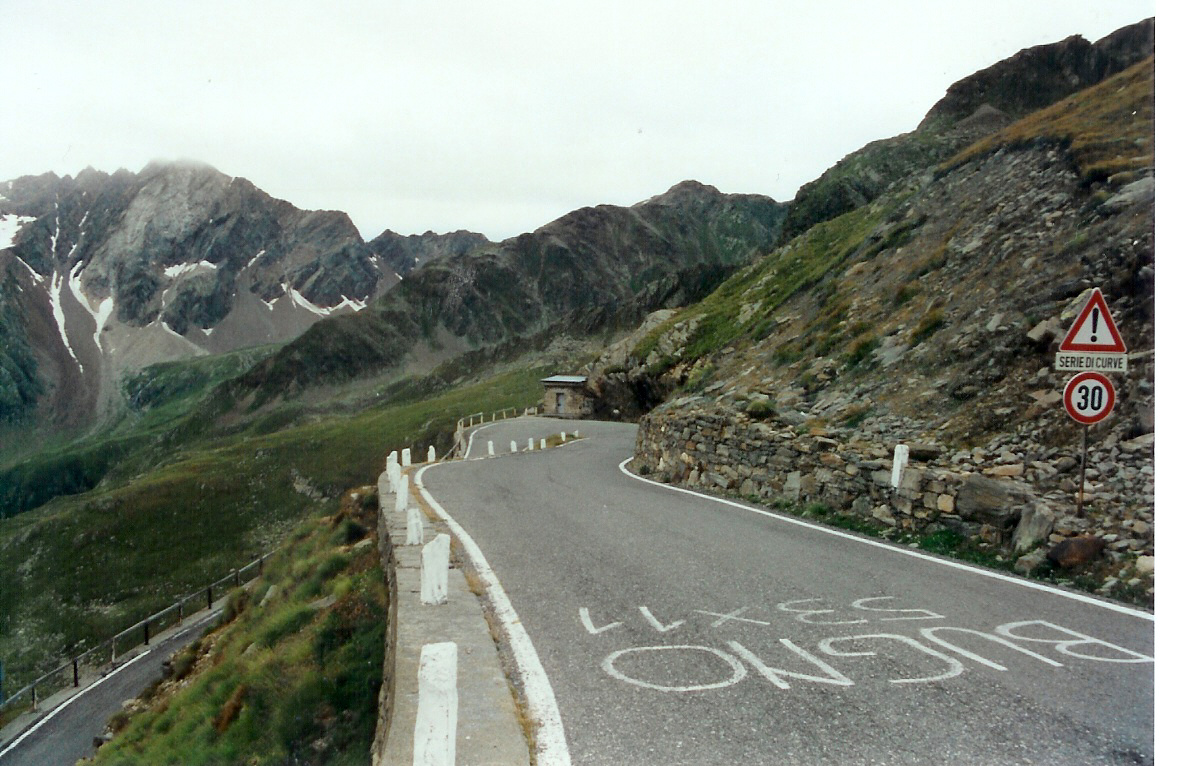
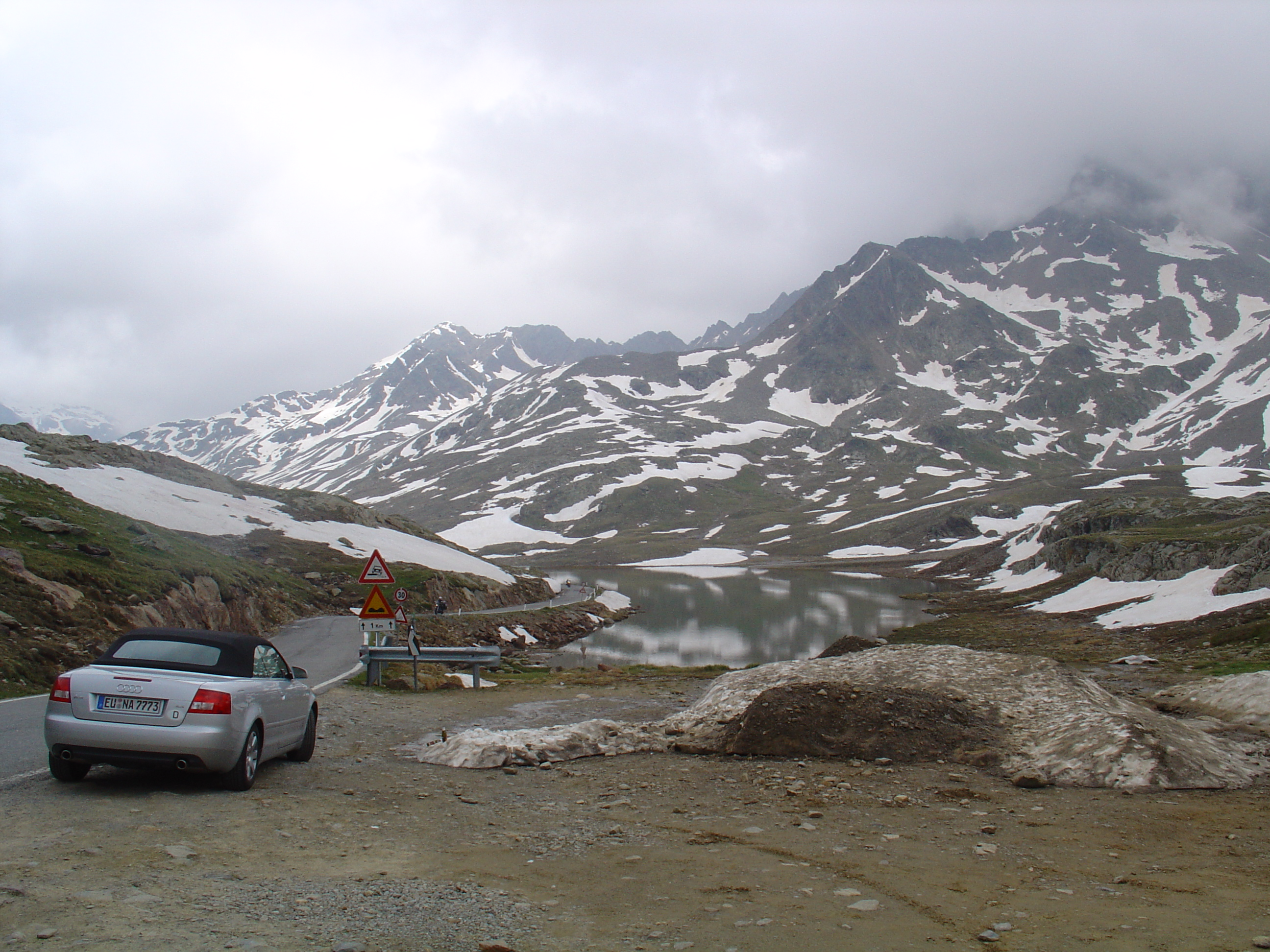
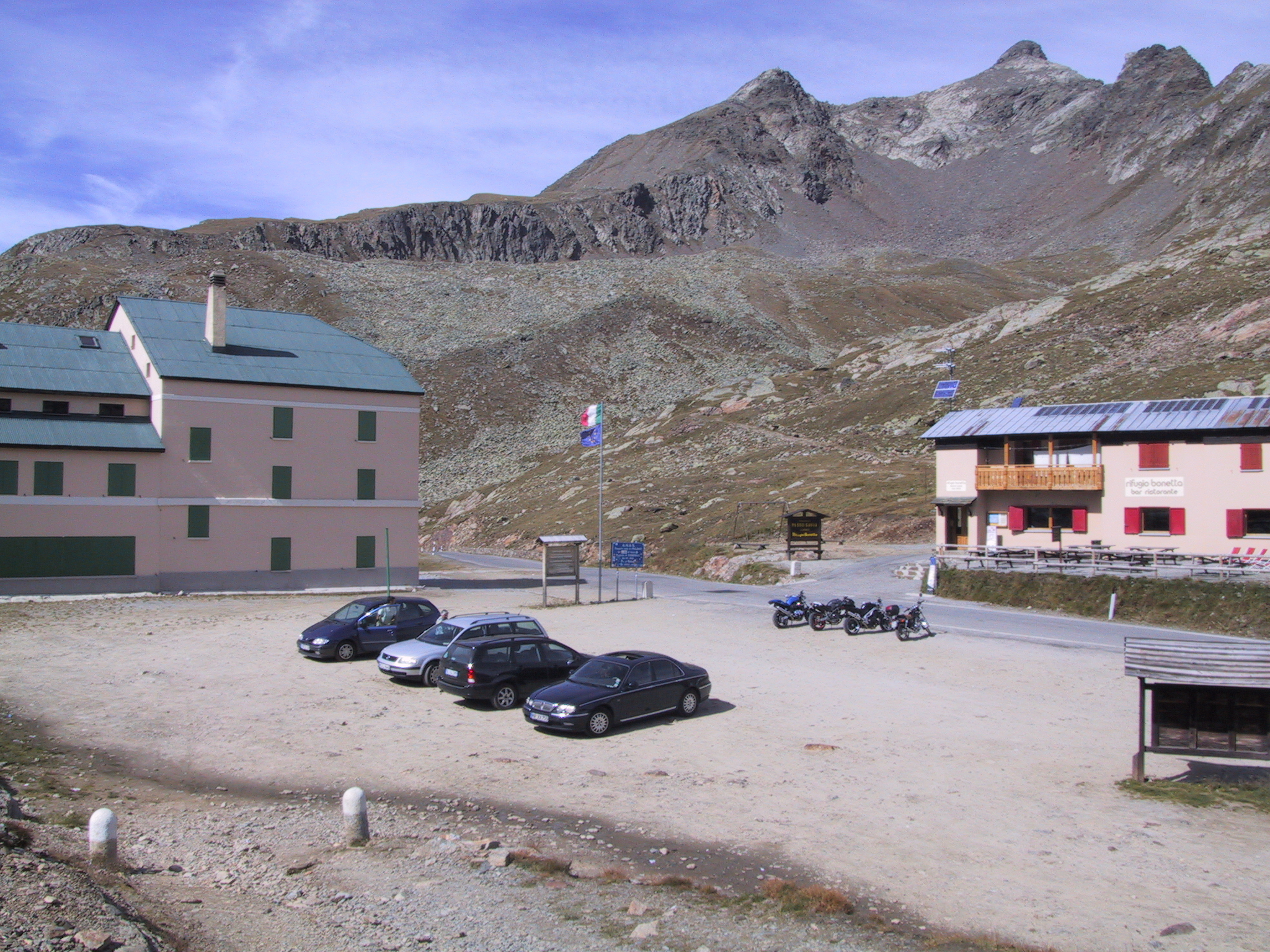

Agnello · Aprica · Assietta · Baremone · Brenner · Brocon · Cadibona · Capannelle · Campolongo · Costalunga · Croce Dominii · Cuvignone · Duran · Esischie · Falzarego · Fauniera · Fedaia · Finestre · Forcola di Livigno · Foscagno · Gardena · Gavia · Giau · Giogo di Bala · Grote Sint-Bernhard · Jaufen · Joux · Kleine Sint-Bernhard · Lavaze · Leonessa · Lombarda · Maddalena · Manghen · Maniva · Mendel · Montgenèvre · Mont-Cenis · Monte Cristo · Mortirolo · Nigra · Nivolet · Penser Joch · Platigliolepas · Pfitscherjoch · Plöcken · Pordoi · Pratoriscio · Predil · Presolana · Reschen · Rolle · Sampeyre · San Carlo · San Marco · San Pellegrino · San Zeno · Scale · Sella · Sestriere · Sommeiller · Splügen · Staller Sattel · Staulanza · Stelvio · Tenda · Timmelsjoch · Tonale · Tre Croci · Tremalzo · Umbrail · Val Bighera · Valcavera · Valles · Valparola · Via del Sale · Vivione · Würz